# Ly Seppel
Ly Seppel (Haapsalu, 1943. április 30. –) észt költő és műfordító. Elsősorban a gyermekek számára írt történeteiről és verseiről ismert.

## Élete
1943-ban Haapsalu városában született, a Balti-tenger partján. A Tartui Egyetemen tanult, 1967-ben végzett észt-filológia szakon. Török nyelveket tanult Bakuban és Moszkvában. Később pszichoterápiát tanult a dán Holbækben. Pszichológusként és pszichoterapeutaként is dolgozott. 1974 óta szabadúszó íróként él Raplában, Közép-Észtországban.

### A családja
1974-től az apjától Raplában örökölt házban él. 1975. október 3-án összeházasodott Andres Ehinnel. Gyermekeik: Piret, Kristiina és Eliisa.

## Munkássága

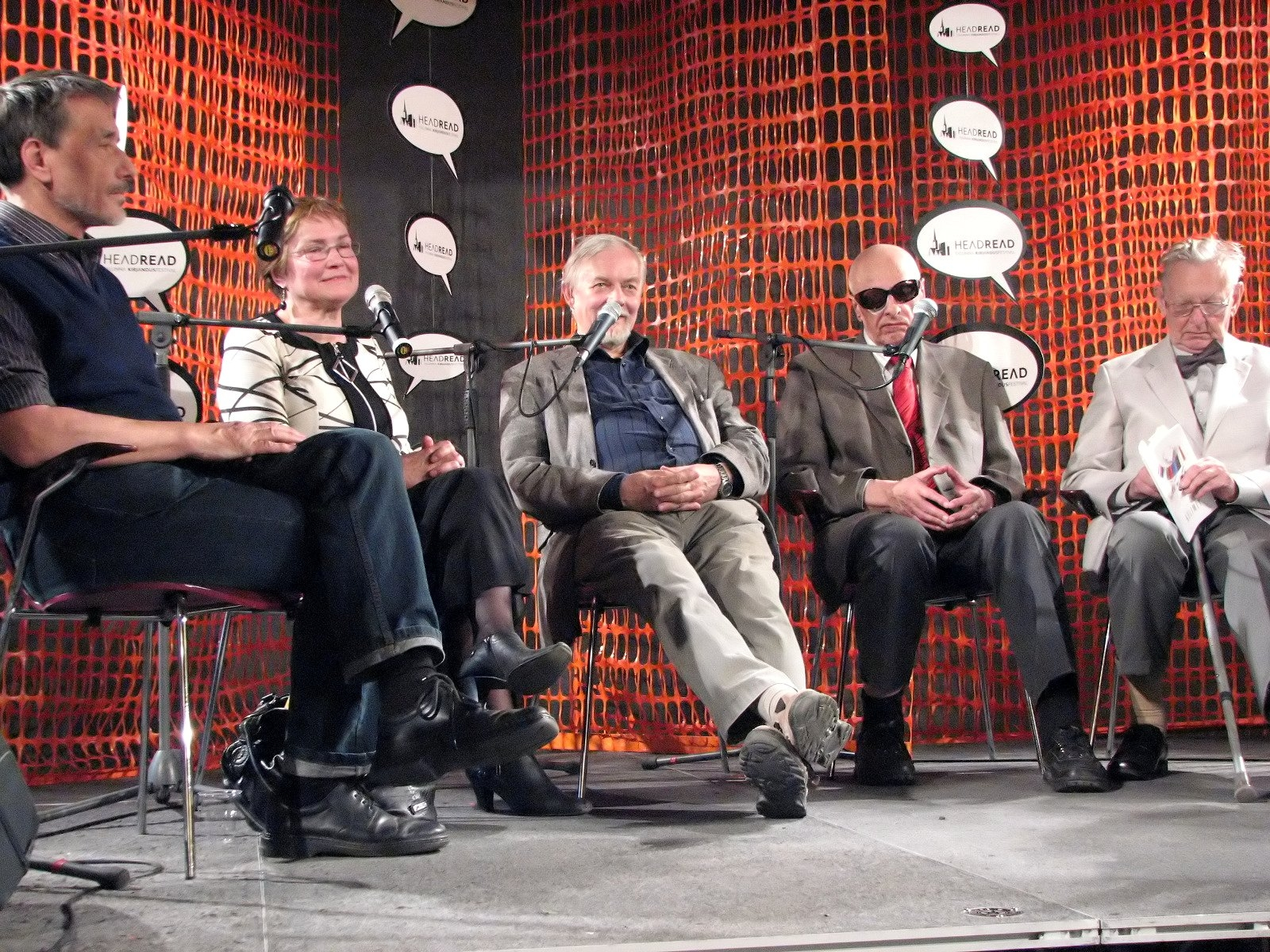
A „kazettanemzedék” tagjaival (2011)

Irodalmi debütálására 1965-ben került sor a Kassetipõlvkond tagjaként Ez a fiatal észt írók generációs jellegű laza szövetsége volt. Az 1960 és 1964 közötti versei Igal hommikul avan peo címmel jelentek meg.
Legismertebb alkotásai a gyermekekkel foglalkozó prózai és verses művei. Műfordítóként török, azerbajdzsáni, üzbég, kazah, tatár, türkmén, orosz és finn nyelvekből fordított. 1984-ben a férjével együtt történeteket fordított Az Ezeregyéjszaka meséiből észt nyelvre.

## Művei
- Igal hommikul avan peo (1965) Minden reggel bulit nyitok
- Ma kardan ja armastan (1973) Félek és szeretem
- Varjuring ümber tule (1974) Árnyék a tűz körül
- Ajasära (2003) Idő telik el
- Mälujuur (2009)[2] A memória gyökere

### Gyermekkönyvek
- Kaarini ja Eeva raamat (1981) Kaarin és Eve könyve
- Unenäoraamat (1984) Álomkönyv

## Díjai, elismerései
- Juhan Smuul éves irodalmi díj (1972)
- Juhan Smuul éves irodalmi díj (Árnyék a tűz körül) (1975)
- Fehér Csillag érdemrend, V. osztálya (2001)
- A Kulturális Alapítvány 2007. évi díja az idegen nyelvű alkotás észt nyelvre történő irodalmi fordításáért (Orhan Pamuk: Hó)

## Fordítás
- Ez a szócikk részben vagy egészben  a   Ly Seppel című észt Wikipédia-szócikk ezen változatának fordításán alapul.  Az eredeti cikk szerkesztőit annak laptörténete sorolja fel. Ez a jelzés csupán a megfogalmazás eredetét és a szerzői jogokat jelzi, nem szolgál a cikkben szereplő információk forrásmegjelöléseként.